# Richter Abend
Richter Abend (リヒター・アーベント Rihitā Ābento?) es el antagonista principal del videojuego de la consola Wii, llamado Tales of Symphonia: Dawn of the New World. Tiene una aliada llamada Aqua, que es el centurión del agua, y una sirviente del summon spirit Ratatosk. Es el tercer personaje seleccionable para jugar, pero solo se puede unir tres veces en todo el juego, en misiones secundarias al equipo de Emil Castagnier.

## Historia
Antes de los acontecimientos en Tales of Symphonia, Richter era un investigador en la academia de Sybak, donde junto a su amigo Aster, estaban investigando sobre Ratatosk. Juntos buscaron el mana de Ratatosk, pero debido a que Ratatosk sufrió una traición por Mithos y su grupo, su enojo y rabia creció, matando a Aster, y haciendo a Richter vengativo contra Ratatosk, convirtiéndolo en un núcleo (core) que luego fue recogido por Tenebrae antes que Richter. Desde entonces Richter se centró en encontrar todos los núcleos de los summon spirits fundando el Ejército de Liberación Sylvarant: The Vanguard.

### Conociendo a Emil
Ian conoce a Emil al principio de la historia, en Luin, Sylvarant, mientras buscaba el núcleo de Ratatosk y nota que Emil está siendo molestado por unos matones. Richter defendió a Emil porque eso que le sucedió le recordó a su juventud donde lo discriminaban por ser Mitad elfo.
Richter se hace tutor de Emil en la historia, dándole fundamentos básicos de lucha, pero cuando él y Emil van a la Torre del Mana y Richter ve a Marta, Richter intenta matarla para recuperar el núcleo de Ratatosk que Marta tiene en su cabeza. En ese momento, Emil se da cuenta de que Richter es su enemigo y es muy peligroso.
Richter también ha confesado que él fundó The Vanguard para la búsqueda de los núcleos junto con Brute, el padre de Marta.

### El final
Richter va al último calabozo del juego, Ginnungagap, para ajustar cuentas con Ratatosk y cuando Emil y sus amigos se enfrentan a Richter, él usa los poderes de la piedra sagrada para convertir el mana de su cuerpo en fuego y otorgarle habilidades extras. Ese mana que brotaba de su cuerpo era realmente tóxico para los demonios del calabozo, con lo que Richter planeaba sellarlo por un tiempo, pero Lloyd se da cuenta de que pensaba sacrificarse para hacer que Aster volviera a la vida, como lo añadiría Richter. Al final muere cuando Ratatosk (procesando a Emil), lo mata.

## Personalidad
Al principio, Richter se muestra como una persona fría y cínica, incluso criticando algunas veces a Emil por no saber defenderse. Cuando Emil le agradece que lo defendiera de esos matones en Luin, Richter le dice a Emil que detesta a la gente cobarde, pero también da un mantra de inspiración para Emil: "El valor es la magia que convierte los sueños en realidad" Mientras Richter se convierte en el tutor de Emil, también admite que es muy franco hacia la gente, pero eso no significa que tenga algo en contra de ellos. También comenta que él no tiene ninguna intención de cambiar sus métodos de hacer las cosas.

## Curiosidades
- Su nombre es alemán, significa "juez de la noche".

- Datos: Q6108755